# Puerto-Rico-Smaragdkolibri
Der Puerto-Rico-Smaragdkolibri (Riccordia maugaeus, Syn. Chlorostilbon maugaeus) ist eine Vogelart aus der Familie der Kolibris (Trochilidae), die in Puerto Rico endemisch ist. Der Bestand wird von der IUCN als nicht gefährdet (Least Concern) eingeschätzt. Die Art gilt als monotypisch.

## Merkmale
Der männliche Puerto-Rico-Smaragdkolibri erreicht eine Körperlänge von etwa 8,5 bis 9,5 cm, der weibliche von etwa 7,5 bis 8,5 cm bei einem Gewicht ca. 3,4 bis 3,8 g. Das Männchen hat einen kurzen geraden Schnabel, wobei der Oberschnabel matt schwarz ist und der Unterschnabel rot mit schwarzer Spitze. Der vordere Oberkopf und der Oberkopf schillern grün, die Oberseite und die Oberschwanzdecken leuchten metallisch grün. Die Kehle schimmert blaugrün, der Rest der Unterseite und die Unterschwanzdecken leuchten grün. Der gegabelte Schwanz schimmert stahlblau. Das Weibchen hat einen schwarzen Schnabel. Der vordere Oberkopf und der Oberkopf sind matt dunkel grün. Die Oberseite und die Oberschwanzdecken leuchten grasgrün. Die Kehle und die Brust sind hell grau, welches am Bauch dunkler wird. Der Schwanz ist weniger gegabelt, die äußeren Steuerfedern sind an der Basis blass weiß. In der Mitte werden diese braun und haben einen großen weißen Fleck. Die zweit äußersten Steuerfedern schimmern grünlich weiß und gehen an der Basis ins Stahlblau über und haben ebenfalls den weißem Fleck. Die nächsten zwei inneren Steuerfedern sind von der Basis bis zur Mitte grün, der Rest ist matt braun. Die inneren Steuerfedern scheinen grün. Jungvögel ähneln in der Färbung den Weibchen.

## Verhalten und Ernährung
Der Puerto-Rico-Smaragdkolibri bezieht seinen Nektar an einer weiten Bandbreite an Pflanzen. So fliegt er Hohenbergia portorricensis, Vriesea sintenisii, Dilomilis montana, Pflanzen der Gattung Epidendrum, Hedychium coronarium, Renealmia antillarum, Justicia martinsoniana, Ruellia coccinea, Sanchezia nobilis, Thunbergia erecta, Spathodea campanulata, Tabebuia haemantha, Tabebuia rigida, Tabebuia schumanniana, Clusia krugiana, Clusia minor, Erythrina berteroana, Neorudolphia volubilis und Sabinea punicea an. Als Trapliner fliegt er regelmäßig in rascher Folge Blüten dieser Pflanzen an. Zu den Gliederfüßern, von denen er sich ernährt, gehören Fliegen, Gleichflügler, Hautflügler und kleinere Spinnen. Er sammelt diese von Zweigen und Baumblättern.

## Fortpflanzung
Die Brutzeit des Puerto-Rico-Smaragdkolibris ist von Februar bis März, doch gibt es unregelmäßig das ganze Jahr Brutaktivitäten. Das kompakte Nest hat die Form eines kleinen Kelches. Es wird aus trockenen Pflanzenfasern, wie Baumfarnschuppen gebaut. Diese legt er mit wilder Baumwolle und anderen weichen Materialien aus. Die Außenseite wird mit Flechten dekoriert. Normalerweise wird das Nest in tiefen bis mittelgroßen Pflanzen und Bäumen gebaut. Ein Gelege besteht aus zwei Eiern. Die Brutdauer ist 14 bis 16 Tage, wobei die Eier nur vom Weibchen bebrütet werden. Die Küken sind dunkel grau mit zwei dunklen Streifen auf der Oberseite. Mit 20 bis 22 Tagen werden die Nestlinge flügge. Die erste Brut erfolgt im zweiten Lebensjahr.

## Lautäußerungen
Sein Gesang beinhaltet eine wiederholte Phrase von Gezwitscher mit hellklingenden abnehmenden Töne. Dem folgt eine Reihe fast lispelnder Töne und in konstanter Stimmlage, Töne die wie tsiritsitsitsi-tslu-tslu-tslu-tslu-tslu klingen. Eine Phrase dauert ca. 2 Sekunden. Außerdem gibt er hellklingende tsik Laute und unregelmäßige Serien von si..si..sik-sik…tsik.. Tönen von sich.

## Verbreitung und Lebensraum

Verbreitungsgebiet des Puerto-Rico-Smaragdkolibris

Der Puerto-Rico-Smaragdkolibri mag alles von küstennahen Mangroven bis Berggipfel mit Wald. So kommt er in offen Wäldern, Waldungen und Kaffeeplantagen in Höhenlagen von Meeresspiegel bis 800 Meter vor. Seine Nahrung holt er sich in den unteren bis mittleren Straten in ca. einem bis sechs Meter über dem Boden.

## Migration
Der Puerto-Rico-Smaragdkolibri gilt als Standvogel.

## Etymologie und Forschungsgeschichte
Die Erstbeschreibung des Puerto-Rico-Smaragdkolibris erfolgte 1801 durch Jean Baptiste Audebert und Louis Pierre Vieillot unter dem wissenschaftlichen Namen Trochilus Maugaeus. Das Typusexemplars stammte aus Costa Rica und wurde von René Maugé (1757–1802) gesammelt. Es war John Gould, der 1853 die neue Gattung Chlorostilbon einführte. Erst später wurde der Puerto-Rico-Smaragdkolibri dieser Gattung zugeordnet. »Chlorostilbon« setzt sich aus den griechischen Worten »chlōros χλωρός« für »grün« und »stilbōn στίλβων« für »scheinend« zusammen. Die Griechen gaben dem Merkur den Beinamen Stilbōn was auf das Verb »stilb« für »blinken« zurückzuführen ist. Neuere Studien von Jimmy Adair McGuire, Christopher Cooper Witt, James Vanderbeek Remsen Jr, Ammon Corl,  Daniel Lee Rabosky, Douglas Leonard Altshuler, Robert Dudley aus dem Jahr 2014 oder von Blanca Estela Hernández Baños, Luz Estela Zamudio Beltrán und Borja Milá aus dem Jahr 2020 kommen zu dem Schluss, dass der Puerto-Rico-Smaragdkolibri der Gattung Riccordia Reichenbach, 1854 zugeschlagen werden muss. Es war Heinrich Gottlieb Ludwig Reichenbach, der 1854 die neue Gattung Riccordia einführte. Da Reichenbach die Gattung u. a. für Orn. Riccordii de la Sagra 1839 einführte, ist der Gattungsname ebenso dem Sammler Jean Baptiste Alexandre André Esprit Ricord (1792–1876) gewidmet. Der Artname »maugaeus« ist dem Mann gewidmet, der das Typusexemplar gesammelt hatte.